# Año Internacional contra el Apartheid
El Año Internacional contra el Apartheid (1978-1979) fue proclamado por la Asamblea General de las Naciones Unidas mediante la resolución A/RES/32/105 B, adoptada el 14 de diciembre de 1977. La celebración oficial se llevó a cabo entre el 21 de marzo de 1978 y el 20 de marzo de 1979, coincidiendo con el Día Internacional de la Eliminación de la Discriminación Racial, un símbolo clave en la lucha global contra el racismo y la promoción de los derechos humanos.
Esta proclamación respondió a la necesidad de intensificar los esfuerzos internacionales para erradicar el apartheid, un sistema de segregación racial considerado un crimen contra la humanidad y una amenaza a la paz internacional. La propuesta fue presentada por el Consejo Económico y Social mediante la resolución 2082 B en mayo de 1977 y recibió el respaldo de la Organización de la Unidad Africana (OUA), organizaciones sindicales y diversas entidades no gubernamentales.
El objetivo principal del Año Internacional era movilizar a la comunidad internacional para poner final al apartheid, fortaleciendo el apoyo a los movimientos de liberación y promoviendo la creación de una sociedad basada en la igualdad y el derecho a la libre determinación de todos los habitantes de Sudáfrica.

## Actividades y alcance

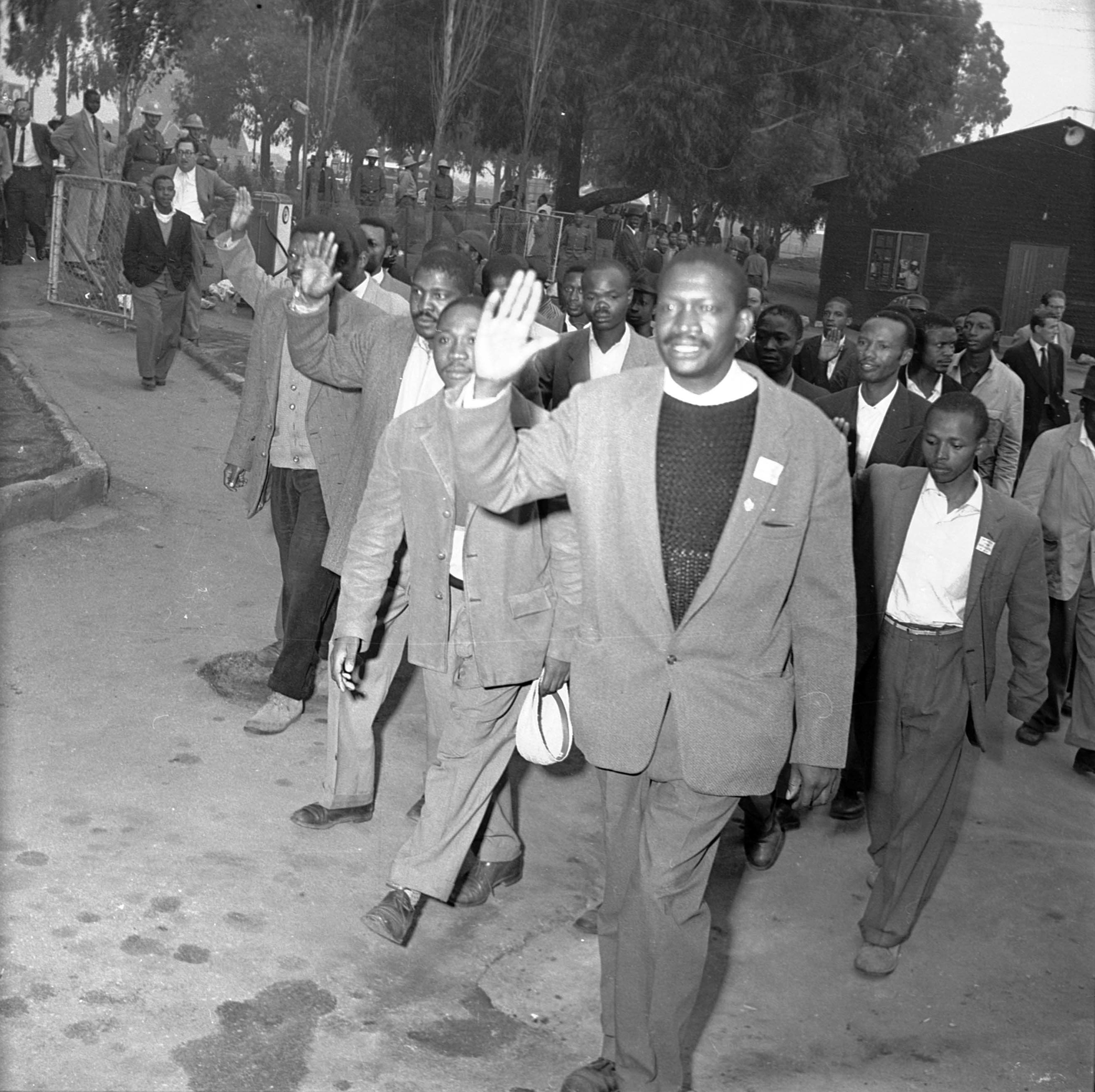
Robert Sobukwe lidera una protesta anti apartheid

Esta proclamación incluyó una amplia gama de actividades para sensibilizar a la comunidad internacional sobre la gravedad del apartheid y sus implicaciones para la paz y los derechos humanos. Se destacó la lucha de los movimientos de liberación sudafricanos como un pilar fundamental en la erradicación de este sistema, y se subrayó la necesidad de establecer una sociedad igualitaria y democrática en Sudáfrica.
La Asamblea General instó a los gobiernos a cesar toda colaboración con el régimen sudafricano en ámbitos como el militar, político, económico y cultural, y a implementar sanciones efectivas para debilitar las bases del apartheid. Paralelamente, se promovió el apoyo material, moral y político a los movimientos de liberación y a las víctimas de este sistema opresivo, reconociendo su papel en la construcción de una nueva sociedad.
La educación y la comunicación fueron instrumentos clave en esta campaña. Se organizaron seminarios, eventos públicos y se produjeron materiales informativos y audiovisuales que visibilizaban las injusticias del apartheid y daban voz a los opositores. Líderes internacionales y medios de comunicación emitieron mensajes de solidaridad, y las instituciones educativas desempeñaron un papel crucial en la difusión de estas iniciativas.
Además, la cooperación interinstitucional fue prioritaria. Organismos especializados de la ONU, como la UNESCO y la OIT, trabajaron en conjunto para abordar los impactos del apartheid en diversas áreas sociales y económicas. Gobiernos y organizaciones no gubernamentales colaboraron activamente en la planificación y ejecución de estas actividades, demostrando un compromiso global para acelerar el fin del apartheid.
El financiamiento para las actividades del Año dependió de contribuciones voluntarias al Fondo Fiduciario de las Naciones Unidas  para la Publicidad contra el Apartheid, así como del apoyo de organizaciones internacionales y gobiernos comprometidos con esta causa. La observancia de este año representó un esfuerzo colectivo y coordinado para intensificar la lucha contra el apartheid, en solidaridad con el pueblo sudafricano y sus movimientos de liberación.